# راندال ستاوت
راندال ستاوت (بالإنجليزية: Randall Stout)‏ هو أستاذ جامعي ومهندس معماري أمريكي، ولد في 6 مايو 1958 في تينيسي في الولايات المتحدة، وتوفي في 11 يوليو 2014 في لوس أنجلوس في الولايات المتحدة بسبب سرطان.

## بداية حياته وتعليمه
حصل ستاوت على بكالوريوس في الهندسة المعمارية من جامعة تينيسي وماجستير في الهندسة المعمارية من جامعة رايس.